# Дружина священника (фільм, 1970)
«Дружина священника» (італ. La moglie del prete) — італійська кінокомедія 1970 року режисера Діно Різі.

## Сюжет
Коли Валерія Біллі (Софі Лорен) довідалася, що її коханий одружений, вона вирішила покінчити життя самогубством. Та коли вона почала ковтати снодійне, випадково побачила номер телефону служби допомоги, що був на рекламі таблеток, і зателефонувала. Їй відповів католицький священник дон Маріо (Марчелло Мастроянні), який чергував на телефоні. Хоч, як йому здавалося, він переконав Валерію відмовитися від самогубства, вона таки опинилася в лікарні, де, побачивши дона Маріо, закохалася в нього. Як закінчиться історія нового кохання Валерії, адже католицькі священники не повинні одружуватися…

## Ролі виконують
- Софі Лорен — Валерія Біллі
- Марчелло Мастроянні — дон Маріо
- Венантіно Венантіні[it] — Мавріціо
- Піппо Старнацца[it] — Ардуїно Біллі, батько Валерії
- Міранда Кампа[it] — Маргарита, мама Валерії
- Дана Ґія[it] — Лучія
- Августо Мастратоні[it] — монсеньйор Кальдана

## Цікаво
- Пісню авторів Лестера Лі[en] і Аллана Робертса[en] з назвою «Хто-небудь» (Anyone) співає сама Софі Лорен.[2][неавторитетне джерело]
- Німецький щотижневий журнал Шпіґель звинуватив Діно Різі в тому, що він не знає, чого він насправді хоче, і невпевнено коливається між комедією, сатирою, мелодрамою і трагедією.[3]